# オープンデータ

2007年9月のLinked Open Data

2011年9月のLinked Open Data Cloud

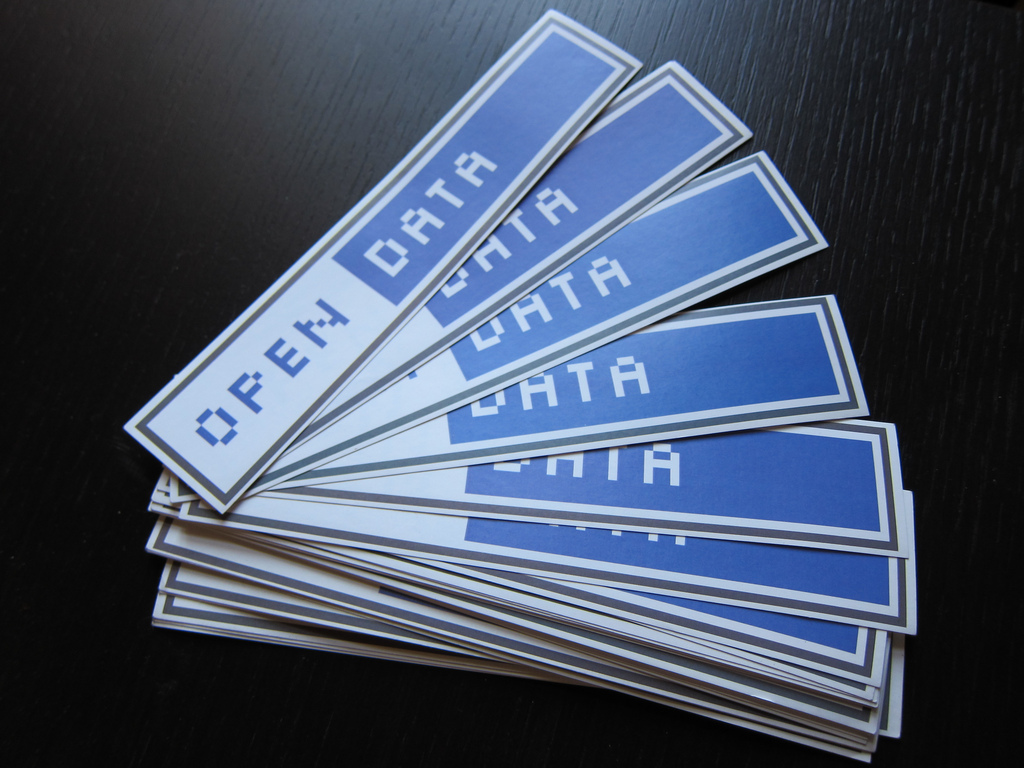
ライセンス条項の明示はオープンデータのキーとなる要素で、写真のようなアイコンはその目的に使われる。

オープンデータ（open data）とは、特定のデータが、一切の著作権、特許などの制御メカニズムの制限なしで、全ての人が望むように利用・再掲載できるような形で入手できるべきであるというアイデアである。オープンデータ運動のゴールは、オープンソース、オープンコンテント、オープンアクセスなどの、他の「オープン」運動と似ている。オープンデータを支える哲学は古くから確立されているが(マートン・テーゼのように)、「オープンデータ」という言葉自体は、インターネットやワールドワイドウェブの興隆、特に、data.govのようなオープンデータガバメントイニシアティブによって、近年一般的になってきた。

## 概要
オープンデータの概念は新しいものではない。しかし、形式的な定義は新しい。Open Definitionによる形式化は、「オープンデータとは、自由に使えて再利用もでき、かつ誰でも再配布できるようなデータのことだ。従うべき決まりは、せいぜい「作者のクレジットを残す」あるいは「同じ条件で配布する」程度である」という命題として要約できる。
オープンデータではよく、地図、ゲノム、コネクトーム、化合物、数学や自然科学の数式、医療のデータや実践、バイオサイエンスや生物多様性などのテキストでない素材に焦点が当てられる。商業的な価値があったり、価値のある業績にまとめられることがあるため、よく問題が発生する。データのアクセスや再利用は、公共的にも私的にも組織によってコントロールされる。コントロールはアクセスや再利用への、アクセス制限、ライセンス、著作権、特許や利用料などを通じてなされる。オープンデータの支援者は、これらの制限は公共的な利益に反し、またこれらのデータは一切の制限や課金なしで手に入れられるべきだと主張している。さらに、データをさらなる許可を要求することなく再利用でき、とはいえ再利用(創造や派生的な成果のような)の形式がライセンスによってコントロールされてよいことが重要である。
オープンデータへのニーズの典型的な描写は、以下のようなものである。
多くの科学者が、科学データの世界的な入手可能性と分散されたプロセス、広いコラボレーションや、発見の深度とペースを加速させることを可能にするような技術を手にしたとき…データを探すのに忙しくなり、知識に関する同様に発達した技術の利用を妨げているということが、この歴史的瞬間には正しい皮肉を指摘した。
John Wilbanks, VP Science, Creative Commons
データの作者は、しばしば所有権、ライセンス、再利用について述べる必要性について議論しない。例えば、多くの科学者が、彼らの作業から生じた出版されたデータが彼らのコントロール下にあると考えず、論文誌を公刊するということは、暗黙にデータをコモンズに公表することだと考えている。しかし、ライセンスの不足は、データセットの状態を特定することを難しくし、オープンの精神によって提供されたデータの使用を制限するかもしれない。この不確かさのため、IEEEのような公的、私的な組織が、出ているデータを集め、著作権によって制限し、再販することも可能になっている。
Dan Connollyは2005年の"Semantic Web Data Integration with hCalendar and GRDDL"という講演で、2つの引用を載せている。
- 「私のデータを返して」（Jon Bosak（英語版）、1997年頃）
- 「私は、どのアプリケーションでも、顧客が入力したデータは顧客のものだとずっと信じていた」（Jeffrey Veen、2005年11月2日）[4]

## オープンデータの主なソース
オープンデータはあらゆるソースを起源とできる。この節では、多くのオープンデータを公開する(もしくは、少なくとも公開が議論されている)いくつかのフィールドを列挙する。

### 科学におけるオープンデータ
科学データのオープン・アクセスの概念は、1957-58年の国際地球観測年の準備の中で、世界資料センターの形をとって、組織的に確立された。国際科学連合評議会(現国際科学会議)は、いくつかの世界資料センターをデータの紛失のリスクを最小化してデータへの入手可能性を最大化するために設立し、さらに1955年にデータはマシン・リーダブルな状態で入手できるべきだと推奨した。
オープンサイエンスデータ運動がインターネットよりずっと先行していたにもかかわらず、高速で遍在するネットワークはオープンサイエンスデータの文脈を著しく変えた。データを公開、取得することが、非常に低価格で時間がかからないようになったのだ。
2004年に、先進国を含むOECD加盟国の全ての科学担当大臣が、公的資金による研究で作成されたデータへのアクセスを増進すること、データへのオープンなアクセスの重要性などを謳う宣言に署名した。加盟国のデータを提供する機関の要求と集中的な議論を受け、OECDは2007年に OECD Principles and Guidelines for Access to Research Data from Public Funding を発表した。法的拘束力はないが加盟国政府への圧力となる soft law の一種である。
科学におけるオープンデータの例:
- data.uni-muenster.de - 2011年に設立された、ドイツのミュンスター大学の科学データに関するオープンデータ
- linkedscience.org/data - 2011年に設立された、Linked Dataの形式で提供される科学データ

### 政府におけるオープンデータ
いくつかの国は、収集したデータの一部を配布するウェブサイトを作成した。それはオープンデータに向けた文化や、オープンガバメントデータを作成、整理するための、地方政府との共同作業のプロジェクトに向けたコンセプトである。200以上の地方、地域、国のオープンデータのカタログが、オープンな情報源のdataportals.orgプロジェクト上で利用可能である。dataportals.orgは、世界中のデータカタログの網羅的なリストになることを目指している。
有名な例:
- Data.gov - 2009年5月に設立された、アメリカ政府のオープンデータのウェブサイト
- Data.gov.uk - 2009年9月に設立された、イギリス政府のオープンデータのウェブサイト
- data.govt.nz - 2009年11月に設立された、政府主導のニュージーランド政府のデータをクリエイティブ・コモンズの下で公開するウェブサイト。NZ GOALでさらに詳細に定義されている。
- data.norge.no - 2010年4月に設立された、ノルウェー政府のオープンデータのウェブサイト
- geodata.gov.gr - 2010年7月21日に設立された、国のイニシアティブとして行われているギリシャのオープンガバメントの地理空間情報のデータ[10]
- opengovdata.ru - 2010年に設立された、OpenGovData Russia Catalog。非営利。[11]
- Data.gov.au - 2011年3月に設立された、オーストラリア政府のオープンデータのウェブサイト
- Data.gov.ma - 2011年4月に設立された、モロッコ政府のオープンデータのウェブサイト.
- Data.gc.ca - 2011年3月に設立された、カナダ政府のオープンデータのウェブサイト
- data.belgium.be - ベルギー政府のオープンデータのウェブサイト
- opendata.go.ke - 2011年7月に設立された、ケニア政府のオープンデータのウェブサイト
- data.overheid.nl - 2011年10月に設立された、オランダ政府のオープンデータのウェブサイト
- Rotterdam Open Data Store - 2012年8月に設立された、ロッテルダム地方政府のオープンデータのウェブサイト
- datos.gob.cl - 2011年9月に設立された、チリ政府のオープンデータのウェブサイト
- data.gov.it - 2011年10月に設立された、イタリア政府のオープンデータのウェブサイト[12]
- datos.gob.es - 2011年10月に設立された、スペイン政府のオープンデータのウェブサイト
- datos.gub.uy - 2011年11月に設立された、ウルグアイ政府のオープンデータのウェブサイト
- data.gouv.fr - 2011年12月に設立された、フランス政府のオープンデータのウェブサイト
- dados.gov.br - 2011年12月に設立された、ブラジル政府のオープンデータのウェブサイト[13]
- www.opendata.ee - エストニア政府のオープンデータのウェブサイト
- dados.gov.pt - ポルトガル政府のオープンデータのウェブサイト
- date.gov.md - モルドバ政府のオープンデータのウェブサイト
- data.gov.in - 2012年に設立された、インド政府のオープンデータのウェブサイト
- data.wien.gv.at - 2011年に設立された、ウィーン州政府のオープンデータのウェブサイト

## 日本の現状

### 日本政府・国会の取り組み
日本では東日本大震災がオープンデータの機運が高まる契機になった。
2012年7月、IT総合戦略本部が「電子行政オープンデータ戦略」を策定し、オープンデータの取り組みを推進するために以下を定めた。
- オープンデータの基本原則（積極的な公共データの公開、機械判読可能なデータ形式、営利目的を含む二次利用の促進等）
- 政府が取組を推進し、独立行政法人、地方公共団体、公益企業等の取組に波及させる
- 推進体制として官民による実務者会議の設置

また、IT総合戦略本部は2013年6月「電子行政オープンデータ推進のためのロードマップ」を定めた。
さらに、2013年6月25日、各府省情報化統括責任者（ＣＩＯ）連絡会議は「二次利用の促進のための府省のデータ公開に関する基本的考え方（ガイドライン）」を決定し、政府ウェブページにおける著作権の扱いの考え方を定めた。

#### オープンデータ2.0
2016年（平成28年）5月20日、高度情報通信ネットワーク社会推進戦略本部は以下の内容を中心とした「オープンデータ2.0」を定めた。 オープンデータ2.0では以下の内容が定められている。
- オープンデータにおける強化分野（集中取組期間、対象分野）の指定を行い、オープンデータサイクルを推進
- 民間企業等による、協調領域な領域におけるオープンデータ公開の協力依頼
- 地域をまたいだ共通分野の取り組みと、地域特性に応じた取り組みの促進

#### 官民データ活用推進基本法
官民データ活用の推進により国民が安全で安心して暮らせる社会及び快適な生活環境の実現に寄与することを目的として、国、地方公共団体、事業者が保有する官民データの容易な利用等について2016年（平成28年）12月14日に官民データ活用推進基本法が公布・施行された。

#### 世界最先端IT国家創造宣言・官民データ活用推進基本計画
政府は「官民データ活用推進基本法」第８条を受けて、2017年（平成29年）5月30日に「世界最先端IT国家創造宣言・官民データ活用推進基本計画」を閣議決定した。官民データ活用推進基本法において、都道府県では、「都道府県官民データ活用推進計画」の策定が義務付けられる一方、市町村（特別区を含む）に対しては、「市町村官民データ活用推進計画」の策定が努力義務とされている。それらを受けて、同年10月10日に地方公共団体において官民データ活用推進計画を策定するための手引を公開した。

#### オープンデータ基本指針
オープンデータ・バイ・デザインの考えに基づき、今後、国、地方公共団体、事業者が公共データの公開及び活用に取り組む上での基本的な指針を示したオープンデータ基本指針が2017年（平成29年）5月30日に公開された。

### 日本政府・国会による実施事項
- 実務者会議の設置: 2013年（平成25年）3月28日、高度情報通信ネットワーク社会推進戦略本部にてオープンデータ実務者会議（以下、実務者会議）の開催が決定され、電子行政オープンデータ戦略に基づく施策に関する調査及び検討する会議体の設置を行った。
- G8でのオープンデータ憲章への合意: 2013年（平成25年）英国ロック・アーンで開催されたG8サミットにおいて、日本も含めた参加各国がオープンデータ憲章について合意した。政府はこれをうけ、2013年（平成25年）10月、日本のオープンデータ憲章アクションプランを策定。オープンデータの一元的ポータルサイトの作成などを定めた。
- 政府標準利用規約の策定: 「政府標準利用規約」を参照。
- カタログサイトの作成: 2013年（平成25年）12月、データカタログサイトの試行版としてdata.go.jpが公開され、2014年（平成26年）10月、本格版として公開がスタートした。
- ハッカソンの開催: オープンデータ活用の取り組みとしてハッカソンが2014年（平成26年）3月までに月平均約5件程度開催された[22]。
- 官民データ活用推進基本法: 2016年（平成28年）の国会にて議員立法として「官民データ活用推進基本法案」が提出され、12月7日の参議院本会議において可決、成立し、即日施行された。
- 国土交通省は、2020年から日本各地の都市の3D都市モデルを整備するProject PLATEAU(プロジェクト・プラトー)を開始した。整備された3D都市モデルはオープンデータとして公開されている。
- 公共データ利用規約の策定: 政府標準利用規約を改訂し策定された。「公共データ利用規約」を参照。

### 地方自治体の現状
2021年10月時点で、約67%（1,194/1,788団体）の地方自治体（都道府県、市区町村）がオープンデータに取組んでおり、岐阜県、京都府、島根県、石川県、福井県、長野県、富山県、神奈川県、青森県、静岡県の７府県ではオープンデータ取組率が100%になっている。また2021年10月時点では、人口20万人以上の都市（119自治体）と東京都特別区（23自治体）でもオープンデータ取組率が100％になっており、まだ取組んでいないのは全て20万人未満の小規模自治体となっている。
オープンデータに取組んでいる地方自治体のリストは政府CIOポータルの「オープンデータ取組済自治体一覧」とデジタル庁のウェブサイトに掲載されている。
地方自治体におけるオープンデータは鯖江市によって2012年1月に初めて提供され、都道府県では静岡県が2012年8月に初めてデータカタログを公開した。
その他には、神奈川県横浜市、千葉県千葉市、福島県会津若松市などが早い時期から取り組みを始めたとされる。
福井県鯖江市は、市が保有するデータのXML形式やRDF形式での提供にいち早く乗り出し、「データシティ鯖江」として知られている。公共施設等のトイレやAEDの位置情報、地図、コミュニティバスの位置情報などをクリエイティブ・コモンズ・ライセンスで提供するとともにアプリ開発コンテストも開催し、地元企業等によって多数のアプリが生み出されている。2014年にはWeb技術の標準化団体World Wide Webコンソーシアム（W3C）に全国の自治体で初めて加盟した。
神奈川県横浜市は市民主導の「横浜オープンデータソリューション発展委員会」とともに様々なワークショップや開発イベント等を開催している。2014年には地域の課題をさまざまなオープンデータを用いて可視化するとともに、「地域をよくする活動」を紹介したりクラウドファンディングで応援したりすることができるサイト「LOCAL GOOD YOKOHAMA」を立ちあげた。
千葉県千葉市・福岡県福岡市・奈良県奈良市・佐賀県武雄市が2013年に発足させた「オープンガバメント推進協議会」は2021年3月現在、12の地方公共団体と6つの企業・団体が加盟する組織となり、合同でアイディアコンテストなどを開催している。
岡山県の高梁川流域圏では、倉敷市など7市3町が連携し、データ整備・データ公開・データ活用を進めている。一般社団法人データクレイドルが運営する高梁川流域圏データポータルdataeyeでは、圏域のデータを分析した結果を図やグラフで表示するコンテンツと、データカタログが提供されている。
福岡市は、2017年に「福岡都市圏ワーキンググループ」を発足させ、ノウハウやカタログサイトの操作方法など実務について参加自治体に共有し、2018年には無料で利用できる「BODIK ODCS」を活用して「福岡都市圏オープンデータサイト」を開設した。実務面、コスト面のハードルを下げることで、参加自治体のオープンデータ公開を推進している。これらのオープンデータの取組みには、福岡市の外郭団体である九州先端科学技術研究所（ISIT）が大きな役割を担っている。
その他、地方自治体や民間事業者等によるオープンデータ利活用事例は「オープンデータ100」として、政府CIOポータル上に公開されている。
また、公共交通オープンデータ協議会を中心に、世界一複雑とも言われる「東京」の公共交通データのオープンデータ化とその利活用が盛んに進められている。2020年、2021年の東京では、東京マラソンの開催、東京国際クルーズターミナルのオープン、東京2020オリンピック・パラリンピック競技大会の開催など、国際的に注目を集めるイベントが多数予定されているため、同協議会は東京公共交通オープンデータチャレンジを主催し、多様な来訪者が訪れる本期間の東京におけるスムーズな移動と快適な滞在を実現するアプリケーションを広く募集している。

### インターナショナル・オープンデータ・デイ（IODD）
世界中の都市で同日開催されるインターナショナル・オープンデータ・デイ（IODD）では、オープンデータの公開・利活用や機運の醸成等のオープンデータに関連したイベントが国内外各地で開催されており、2020年は新型コロナウイルス感染症による影響があったにもかかわらず世界中で300以上のイベントが開催された。日本では、2019年（3月2日開催）には約56団体、2020年（3月7日開催）は約29団体が参加し、講演やセミナー、ワークショップ、アイデアソン・ハッカソンなどが行われた。

#### 開催日
- 2010年12月4日
- 2011年12月3日
- 2013年2月23日
- 2014年2月22日
- 2015年2月21日
- 2016年3月5日
- 2017年3月4日
- 2018年3月3日
- 2019年3月2日
- 2020年3月7日
- 2021年3月6日
- 2022年3月5日
- 2023年3月4日 - 3月10日
- 2024年3月2日 - 3月8日
- 2025年3月1日 - 3月7日

## 関連フォーマット
- CSV
- DOC (ファイルフォーマット)
- GeoRSS
- GPX
- GTFS
- HTML
- JSON
- KML
- RDF
- RSS
- TSV
- TXT
- XML
- XHTML